# Humdrum
Humdrum är Pallers debut-EP, utgiven 2008 på skivbolaget Labrador. Skivan utgavs både på CD och vinyl.

## Låtlista
Alla låtar är skrivna av Pallers.
1. "Humdrum"
2. "Humdrum" (Pallers Delight Version)
3. "Slow Down Quickly"
4. "Humdrum" (Ultracity Epic Remix)

## Personal
- Henrik Mårtensson - medverkande musiker, formgivning, fotografi, producent
- Johan Angergård - medverkande musiker, producent
- Lukas Möllersten - formgivning

### Fotnoter
1. ↑  ”Humdrum”. Discogs.com. http://www.discogs.com/Pallers-Humdrum-EP/master/140361. Läst 18 december 2011.